# Galliumantimonid
Der Verbindungshalbleiter Galliumantimonid (GaSb) ist ein direkter Halbleiter mit einer Bandlücke von 0,72 eV (300 K). Er besteht aus den Elementen Gallium (Ga) und Antimon (Sb).

## Gewinnung und Darstellung
Galliumantimonid kann durch Zusammenschmelzen äquivalenter Mengen Gallium und Antimon in einer indifferenten Atmosphäre gewonnen werden.

## Eigenschaften
Wie bei den meisten III-V-Halbleitern ist die Kristallstruktur die Zinkblende-Struktur, die Gitterkonstante beträgt 6,09593 Ångström, dies entspricht 3,53·1022 Atome/cm3.
Anders als die meisten anderen Halbleiter ist es nicht möglich, Galliumantimonid semiisolierend herzustellen. Nominell undotiertes Galliumantimonid hat nämlich eine natürliche p-Leitfähigkeit (1016 bis 1017 cm−3). Der natürliche Akzeptor ist noch Thema aktueller Diskussion. Als dessen Ursache wird eine Gallium-Leerstelle bzw. ein Gallium-Leerstellenkomplex oder ein Galliumatom auf einem Antimon-Gitterplatz für möglich gehalten. Galliumantimonid ist diamagnetisch.

## Verwendung
GaSb ist für die Herstellung von optoelektronischen Bauelementen, wie z. B. Laserdioden mit geringer Schwellspannung, Photodetektoren mit hoher Quanteneffizienz oder Hochfrequenzbauelemente, von zunehmender Bedeutung. 